# Pueblo Liebig
Pueblo Liebig é uma junta de governo da província de Entre Ríos, na Argentina.